# Thalictrum glandulosissimum
Thalictrum glandulosissimum är en ranunkelväxtart som först beskrevs av Achille Eugène Finet och Gagnep., och fick sitt nu gällande namn av Wen Tsai Wang och S.H. Wang. Thalictrum glandulosissimum ingår i släktet rutor, och familjen ranunkelväxter. Utöver nominatformen finns också underarten T. g. chaotungense.